# George E. Slusser
George Edgar Slusser, né le 14 juillet 1939 à San Francisco (Californie) et mort le 4 novembre 2014 à Highland (Californie) est un critique et universitaire américain spécialisé dans la littérature de science-fiction.
Il reçoit le prix Pilgrim pour sa contribution à la critique de SF en 1986.

## Biographie
Fils de Raymond Leroy Slusser et Edlo Mildred Raerth, George E. Slusser fait ses études secondaires à l'Université de Californie à Berkeley, puis à l'Université de Poitiers et enfin à  Harvard où il obtient son doctorat en littérature comparée.
En parallèle à son activité de professeur de littérature comparée à l'Université de Californie à Riverside, il dirige la collection Eaton (en), réputée pour recenser le plus grand fonds de littérature de science-fiction, de fantasy, d'horreur, d'utopie et de dystopie accessible au public au monde.
Il a également traduit des ouvrages de Honoré de Balzac et de J.-H. Rosny aîné avec sa femme, universitaire également spécialisée dans la science-fiction Danièle Chatelain.

## Ouvrages publiés
- (en) The Farthest Shores of Ursula K. Le Guin, Borgo Press, 1976
- (en) Robert A. Heinlein, Stranger in His Own Land, Wildside Press, 1977
- (en) The Classic Years of Robert A. Heinlein, Borgo Press, 1977
- (en) The Bradbury Chronicles, Wildside Press, 1977
- (en) Harlan Ellison: Unrepentant Harlequin, Borgo Press, 1977
- (en) The Delany Intersection: Samuel R. Delany Considered as a Writer of Semi-precious Words, Wildside Press, 1977
- (en) The Space Odysseys of Arthur C. Clarke, Wildside Press, 1978
- (en) Gregory Benford. Modern Masters of Science Fiction, University of Illinois Press, 2014